# Julia Toro
Julia de las Mercedes Toro Donoso (Talca, 18 de octubre de 1933) es una fotógrafa y artista visual chilena.

## Biografía
Nace dentro de una familia liberal y burguesa en Talca, luego se trasladara a Santiago donde crece en casa de sus abuelos en la comuna de Providencia. Estudia en el colegio Santiago College. A sus 38 años termina con su matrimonio, del cual nacerán tres hijos, Patrick, Julia y Bernardita Garreaud.
Inicia sus estudios de dibujo y pintura con el artista Adolfo Couve en 1965, con quien previamente eran colegas en el Colegio San Ignacio, donde trabajaba como profesora de Inglés. Entre 1968 y 1969 continua su formación con los artistas Tomás Daskam, Carmen Silva y Juan Luis Cousiño. En 1970 se incorpora como alumna libre en la Escuela de Bellas Artes de la Universidad de Chile, donde estudia grabado con el profesor Julio Palazuelo.
En 1973 inicia su carrera como fotógrafa autodidacta. Producto de la relación con Jaime Goycolea, artista y fotógrafo chileno, nace Mateo Goycolea el 12 de septiembre de 1973, un día después del Golpe de Estado en Chile de 1973. En búsqueda de tranquilidad, se traslada al Valle del Elqui donde vivirá varios años y comenzara su carrera como fotógrafa. En 1979 se convierte en Miembro Fundador de la Sala Arturo Edwards, del Instituto Chileno Británico de Cultura, en Santiago de Chile.

## Obra
Se interesa en el rescate de las imágenes relacionadas con el paso del tiempo, la memoria y los afectos. En la fotografía trabaja temáticas relacionadas con imágenes espontáneas de la vida cotidiana, resaltando los ambientes y la figura humana. Utiliza los tonos sepia y blanco y negro, en sus trabajos de ampliaciones digitales en diversos formatos. Recolecta fotografías familiares que muestran parte de la evolución de la sociedad chilena entre los años 1870 a 1950. Trabaja la figura de su hijo Mateo, del cual registra su crecimiento desde su nacimiento hasta los 17 años, que coincide con el inicio y término de la dictadura cívico-militar chilena. Aborda los retratos de parejas, cuerpos jóvenes y semi desnudos en actitudes eróticas.
Destaca su trabajo con las imágenes de la vida cotidiana del fallecido poeta y escritor chileno Jorge Teillier, así también con figuras del arte chileno como Rodrigo Lira, Pedro Lemebel, Raúl Zurita y Diamela Eltit, también genera registro de performance de artistas chilenos como Carlos Leppe, Juan Dávila y Nelly Richard.

## Exposiciones individuales
- 1979 Referencia, Sala Arturo Edwards, Santiago, Chile.
- 1989 Foto, en Nueva York, Sala Arturo Edwards, Santiago, Chile.
- 1991-1992 Historia de un Niño Chileno, instituto Cultural de Las Condes, Itinerante en Talca y Puerto Montt, Chile.
- 1994 Que Ves cuando me Ves, Galería Gabriela Mistral, Ministerio de Educación, Santiago, Chile.
- 1997 Imágenes, Julia Toro, Galería Gabriela Mistra l, Santiago, Chile.
- 2002 Los Recuerdos… se han Fatigado de Seguirme, Casa de la Cultura, Santiago, Chile.
- 2003 Memorabilia 1973 – 2003, Chile.
- 2008 Hombres x Julia Toro, Corporación Cultural de Las Condes, Santiago, Chile.
- 2013 Erótica, Factoría Santa Rosa, Santiago, Chile.
- 2014 Performance, Centro Cultural Gabriela Mistral, Santiago, Chile.
- 2014 Casa Nemesio Antunez, La Reina, Santiago, Chile.
- 2015 Estética de la Nada, Galería EKHO, Santiago, Chile.
- 2016 Julia Toro, Desde la mirada al encuadre, Museo de Arte Contemporáneo de la Universidad de Chile, Santiago, Chile.

## Exposiciones colectivas
- 1975 Borges en la Plástica, Museo de Arte Contemporáneo de la Universidad de Chile, Santiago, Chile.
- 1975 Concurso El Árbol, Museo de Arte Contemporáneo de la Universidad de Chile, Santiago, Chile.
- 1979 2° Salón de Verano de la Fotografía, Museo Nacional de Bellas Artes, Santiago, Chile. Participó los años 1980, 1981, 1982, 1983, 1984.
- 1988 Arte y Artistas, Creación y Creadores en Chile, Instituto Chileno Francés de Cultura, Santiago, Chile.
- 1990 Primer Encuentro Nacional de Arte, Centro Cultural Estación Mapocho, Santiago, Chile.
- 1991 Journeaux de Vie, Ginebra, Suiza. Colectiva de artistas plásticos y fotógrafos, itinerario por Europa, Asia Menor y Rusia.
- 1993-1994 Mujeres, convocado por la Escuela de Arte de la Universidad de Chile para itinerar por las principales ciudades de Europa.
- 1994 Bienal de Valparaíso,Chile.
- 1994 Imágenes Donosianas, Homenaje a Jose Donoso, Galería Gabriela Mistral, Ministerio de Educación, Santiago, Chile.
- 1996 100 Fotógrafos, Galería Zeibold, Santiago, Chile.
- 1996 Supermercado de la Fotografía, Santiago, Chile.
- 1996 El Desnudo en Chile, Colección Mal de Ojo, LOM Ediciones. Exposición Colectiva Sala Contraluz, Santiago, Chile.
- 1996 20 años de Amigos del Arte, Exposición de Becados, Sala Centro Cultural Montecarmelo, Santiago, Chile.
- 2006 El Espejo de la Memoria, Exposición Homenaje a Jorge Teillier, Biblioteca de Santiago, Santiago, Chile.
- 2007 De la cuna al mundo, Ocho Libros Editores-JUNJI, Santiago, Chile.
- 2008 Digital Gravura: Colección de Grabados Digitales de Artistas Chilenos Contemporáneos, Museo de Arte Contemporáneo de Valdivia, Chile.
- 2008 Colección de invierno, Galería AFA, Colectiva de Fotografías, Santiago, Chile.
- 2014 Colección personal de Antonio Bascuñán, Instituto Cultural de Providencia, Santiago, Chile.
- 2011 Chile años 70 y 80 Memoria y Experimentabilidad, Museo de Arte Contemporáneo de la Universidad de Chile, Santiago, Chile.

## Premios y distinciones
- 1982 Beca Corporación Amigos del Arte, Santiago, Chile.
- 1983 Beca Fondo para el Arte y la Cultura del Ministerio de Educación-FONDART, Santiago, Chile.
- 1984 Beca Fondo para el Arte y la Cultura del Ministerio de Educación-FONDART, Santiago, Chile.
- 1992 Fondo para el Arte y la Cultura del Ministerio de Educación, FONDART, Santiago, Chile.
- 1994 Fondo para el Arte y la Cultura del Ministerio de Educación, FONDART, Santiago, Chile.
- 1998 Fondo para el Arte y la Cultura del Ministerio de Educación, FONDART, Santiago, Chile.
- 1999 Beca Fundación Andes, Santiago, Chile.
- 2003 Beca Fondo para el Arte y del Ministerio de Educación , FONDART, Santiago, Chile.
- 2006 Fondo para el Arte y la Cultura del Ministerio de Educación, FONDART, Santiago, Chile.
- 2008 Fondo para el Arte y la Cultura del Ministerio de Educación, FONDART, Santiago, Chile.